# 龍山康朗
龍山 康朗（たつやま やすあき、1966年10月19日 - ）は、RKB毎日放送のアナウンサー、気象予報士、防災士。RKB報道制作センターアナウンス部副部長。RKBアナウンススクール講師。日本野鳥の会福岡支部所属。福岡県福岡市出身。

## 略歴
西南学院中学校、福岡県立福岡高等学校、九州大学工学部航空工学科、同学大学院工学研究科応用力学専攻修士課程を経て、1991年入社。日本航空の大学推薦枠で落選。大学時代に落語研究会に所属し、喋りの世界に挑戦したかったことがアナウンサーになったきっかけ。
2005年の福岡県西方沖地震の際は当直でRKBローカル・全国向けともに長時間地震関連のニュースを担当。

## 現在の出演番組

### テレビ
- タダイマ!（水曜-金曜）

### ラジオ
- 電リクじゃんけん

## 過去の出演番組

### テレビ
- RKBニュースワイド（天気）
- えなりかずき!そらナビ（不定期で生中継）
- 今日感テレビ（16:47頃の「お天気ナビ」、18:50頃の「ヤン坊マー坊天気予報」）「ヤン坊マー坊」ではよくオヤジギャグを披露し、後輩の池尻和佳子を引かせる事もしばしばである。
- 今日感NEWS（平日昼などに不定期）
- 今日感モーニング（月曜サブMC、2018年4月2日 - 2020年9月18日 ）
- まちプリ（火曜、2020年10月 - 2021年9月）

### ラジオ
- 龍山康朗と荒木美帆のおちゃまぜHot Wave（1995年4月 - ）
- 安藤豊オトナの学校（「オトナの科学」 2004年4月 - 2009年3月）
- 門馬良 今日も気分上々（「上々コラム」金曜 2009年4月 - 2010年3月）
- 開店! ウメ子食堂（「聴いてよ大将!」金曜 2010年4月 - ）
- ライフサポーター あなたを守る防災ラジオ（2010年3月20日、2012年3月26日）

## 著書
- 「たっちんの気象転結」梓書院刊、2005年5月20日 ISBN 4-87035-248-6

かつて毎日新聞西部本社版に連載していたコラムを単行本化したもの。森田正光も推薦している。